# Форма Всесвіту

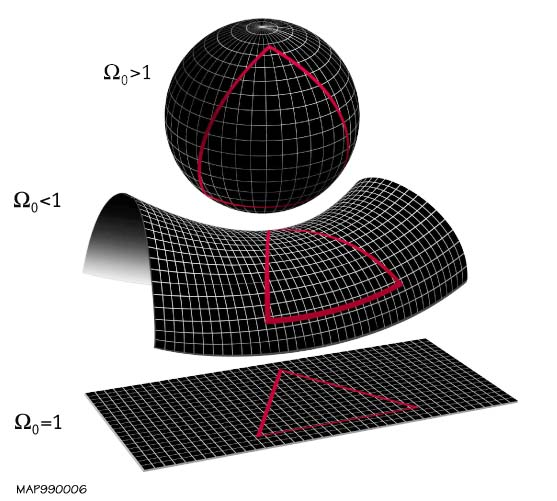
Двовимірні аналоги різних форм простору. Параметр густини відповідає додатній кривині, відповідає від'ємній кривині, відповідає нульовій кривині.

Форма Всесвіту — поняття фізичної космології, яке визначає можливу будову однорідного ізотропного всесвіту, спираючись на загальну теорію відносності. Параметром, який визначає форму Всесвіту, є кривина.
Модель Всесвіту, яка зазвичай вивчається фізичною космологією, є ізотропною та однорідною, тобто робиться припущення, що матерія розподілена у Всесвіті з однаковою густиною і в ньому не існує виділених напрямків. У реальному Всесвіті матерія розподілена неоднорідно, зосереджуючись в основному в зорях. Проте для космологічного розгляду така неоднорідність розподілу є несуттєвою дрібницею — масштаб розгляду перевищує розміри окремих зір чи галактик.
Однорідний ізотропний простір характеризується єдиним параметром — незалежною від точки простору кривиною. Залежно від знаку кривини розрізняють такі можливі форми простору: плоский, в якому кривина дорівнює нулю, замкнений, в якому кривина додатна, та незамкнений, в якому кривина від'ємна. Кривина зв'язана з параметром густини простору.
Подальші космологічні дослідження вивчають еволюцію кожного із можливих типів простору з часом і намагаються зіставити їх із даними астрономічних спостережень.

## Плоский Всесвіт
Плоский Всесвіт є евклідовим і нескінченним. В ньому виконується теорема Піфагора.

## Замкнений Всесвіт
Замкнений Всесвіт має додатну кривину. Він безмежний, але має скінченний об'єм. Безмежність такого простору означає відсутність країв. Її слід розуміти за аналогією з поверхнею Землі. Вона ніде не кінчається, у неї немає країв, але її площа скінченна і може бути просто обрахована. Замкнений простір тривимірний, але, подібно поверхні Землі, є поверхнею в певному уявному чотиривимірному просторі, який не слід плутати з чотиривимірним простором-часом.

## Незамкнений Всесвіт
Незамкнений або відкритий Всесвіт має від'ємну кривину. Його топологія аналогічна сідловій точці. Він безмежний і не має скінченного об'єму.

## Сучасні уявлення
За сучасними уявленнями наш Всесвіт є замкненим із параметром густини ледь-ледь більшим за одиницю. Кривина простору міняється з часом, тому Всесвіт розширюється.